# Reuil
Reuil è un comune delegato del comune di Cœur-de-la-Vallée, nel dipartimento della Marna nella regione del Grand Est. In precedenza comune autonomo, il 1º gennaio 2023 è confluito insieme agli ex comuni di Binson-et-Orquigny e Villers-sous-Châtillon nel nuovo comune di Cœur-de-la-Vallée.

## Storia

### Simboli
Lo stemma comunale è stato adottato nel 2002.

## Società

### Evoluzione demografica
Abitanti censiti